# Lebensmittel

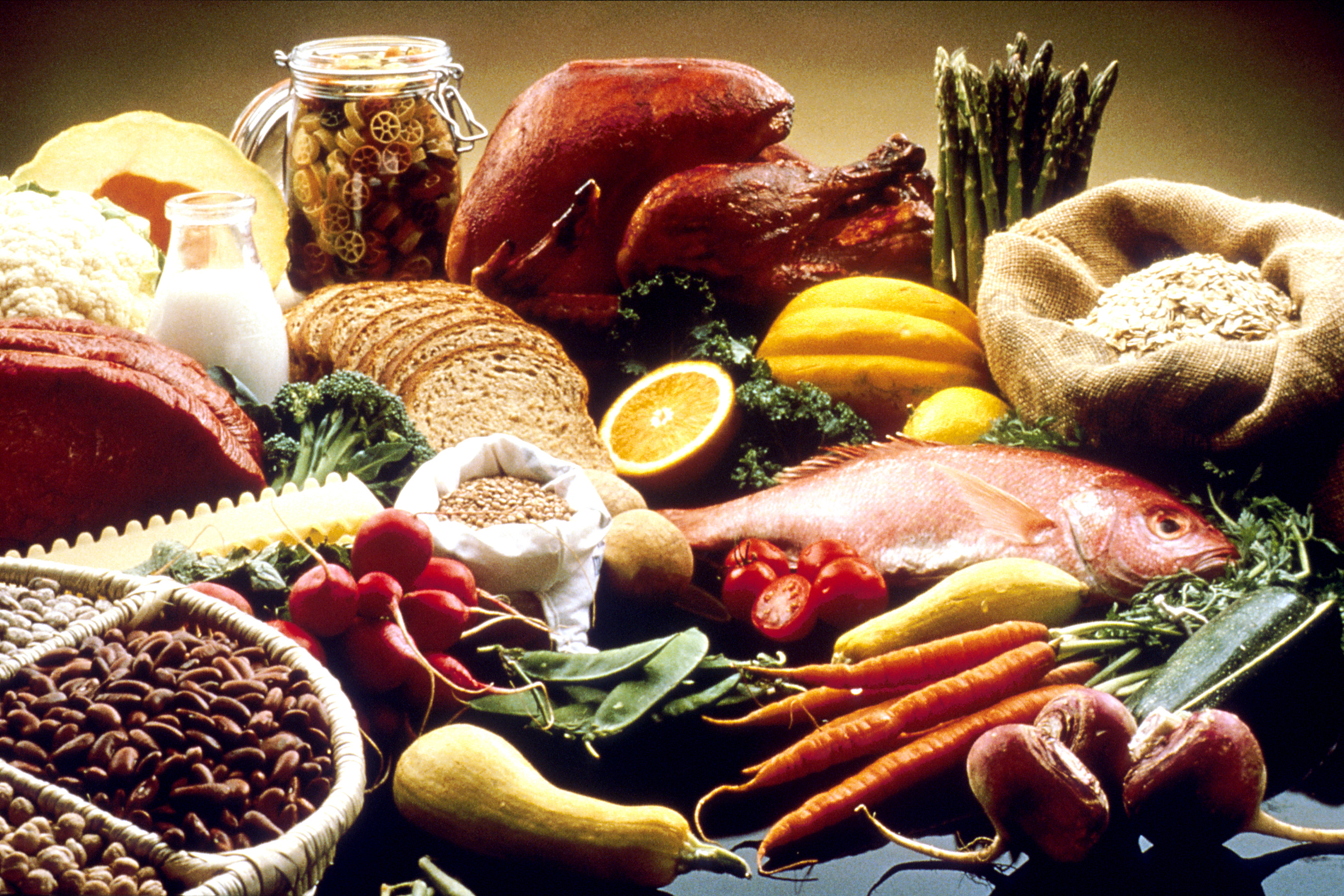
Verschiedene pflanzliche und tierische Lebensmittel

Lebensmittel, seltener auch Nahrungsmittel genannt, bilden einen wesentlichen Teil der Ernährung des Menschen und sind alle Stoffe oder Erzeugnisse, die dazu bestimmt sind, dass sie (in verarbeitetem, teilweise verarbeitetem oder unverarbeitetem Zustand) von Menschen als Nahrung aufgenommen werden. Die zentrale Funktion des Konsums von Lebensmitteln ist die Versorgung des menschlichen Körpers mit Nährstoffen. Diese sind unverzichtbar für die Selbsterhaltung und daher oft der zentrale Bestandteil von Lebensmitteln. Eine weitere (erwünschte) Funktion des Konsums von Lebensmitteln kann der Genuss sein.

## Begriff

### Geschichte

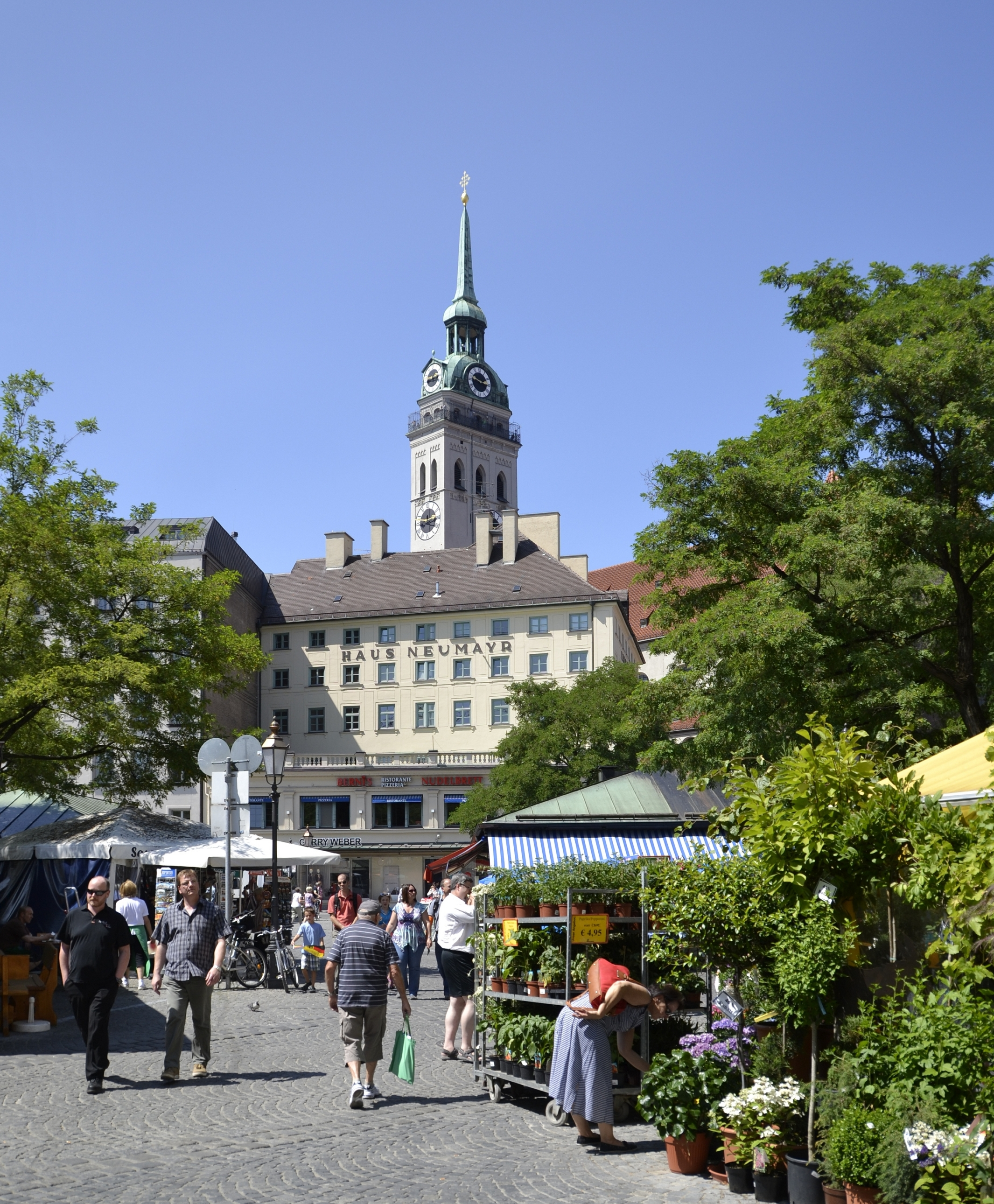
Viktualienmarkt in München (2013)

Viktualien (spätlateinisch victualia, von lateinisch victus ‚Lebensmittel‘) ist ein veraltetes Synonym für Lebensmittel, das vor allem im Süddeutschen verwendet wurde. Diese Bezeichnung findet sich noch heute in den Wörtern Viktualienkeller und Vitalienbrüder, vor allem aber im Viktualienmarkt in München.
Werner Kollath und Max Otto Bruker unterschieden im Rahmen ihrer „Vollwertkost“-Konzepte auf spezielle Weise zwischen „lebender Nahrung“ – „Lebensmittel“ genannt – und „toter Nahrung“ – „Nahrungsmittel“ genannt. „Lebensmittel“ sind in diesen Konzepten „natürlich“ bzw. höchstens mechanisch oder fermentativ aufgeschlossen und nicht (über 43 °C) erhitzt, konserviert oder anders „präpariert“. Kollaths und Brukers Unterscheidung in „lebendige“ Lebensmittel und „tote“ Nahrungsmittel hat sich nie ernährungswissenschaftlich durchgesetzt und gilt auch unter den Protagonisten der „Vollwerternährung“ als „wissenschaftlich nicht haltbar“. Heute gelten Nahrungsmittel als Teilmenge der Lebensmittel (siehe Abschnitt „Einteilung“). Bereits eine Quelle aus dem Jahr 1860 betont, dass nicht alles, was Lebensmittel sei, ein Nahrungsmittel wäre; aber alles, was als Nahrungsmittel gelte, sei gleichzeitig Lebensmittel.

### Rechtliche Definition
Eine lebensmittelrechtliche Definition liefert die zitierte Verordnung (EG) Nr. 178/2002 (Lebensmittelbasisverordnung) im Artikel 2 zum Lebensmittelrecht.

„Im Sinne dieser Verordnung sind ‚Lebensmittel‘ alle Stoffe oder Erzeugnisse, die dazu bestimmt sind oder von denen nach vernünftigem Ermessen erwartet werden kann, dass sie in verarbeitetem, teilweise verarbeitetem oder unverarbeitetem Zustand von Menschen aufgenommen werden. […] Zu ‚Lebensmitteln‘ zählen auch Getränke, Kaugummi sowie alle Stoffe, einschließlich Wasser, die dem Lebensmittel bei seiner Herstellung oder Be- oder Verarbeitung absichtlich zugesetzt werden.“

Hierzu gehören also auch Lebensmittelzusatzstoffe und Nahrungsergänzungsmittel.
Nach dieser EU-Verordnung gehören wegen fehlender Verarbeitung oder fehlenden Nährwerts nicht zu den Lebensmitteln:
- Futtermittel,
- lebende Tiere, soweit sie nicht für das Inverkehrbringen zum menschlichen Verzehr hergerichtet worden sind,
- Pflanzen vor dem Ernten,
- Arzneimittel im Sinne der Richtlinien Richtlinie 65/65/EWG[5] und Richtlinie 92/73/EWG,[6]
- kosmetische Mittel im Sinne der Richtlinie 76/768/EWG,[7]
- Tabak und Tabakerzeugnisse im Sinn der Richtlinie 89/622/EWG,[8]
- Betäubungsmittel und psychotrope Stoffe im Sinne des Einheitsabkommens über die Betäubungsmittel der Vereinten Nationen (1961), und des Übereinkommens über psychotrope Stoffe der Vereinten Nationen (1971),
- Rückstände und Kontaminanten.

Alkohol und Kaffee werden also im Gegensatz zu den meisten anderen Drogen zu den Lebensmitteln gezählt.

## Bedeutung
Die Versorgung mit Nährstoffen ist der zentrale Nutzen von Lebensmitteln. Der quantitative Nährwert beschreibt die verwertbare Energie eines Lebensmittels (physiologischer Brennwert). Der qualitative Nährwert gibt Auskunft über alle in einem Lebensmittel enthaltenen Stoffe, die für die Ernährung relevant sein können.
Neben der reinen Energiezufuhr spielen vor allem in Industrieländern auch gesundheitliche Aspekte, die ökologischen und sozialen Folgen der Lebensmittelproduktion sowie der Genusswert eine Rolle.
Basis für den Genuss sind neben sensorischen Wahrnehmungen auch kulturelle Faktoren.

## Inhaltsstoffe

### Nährstoffe

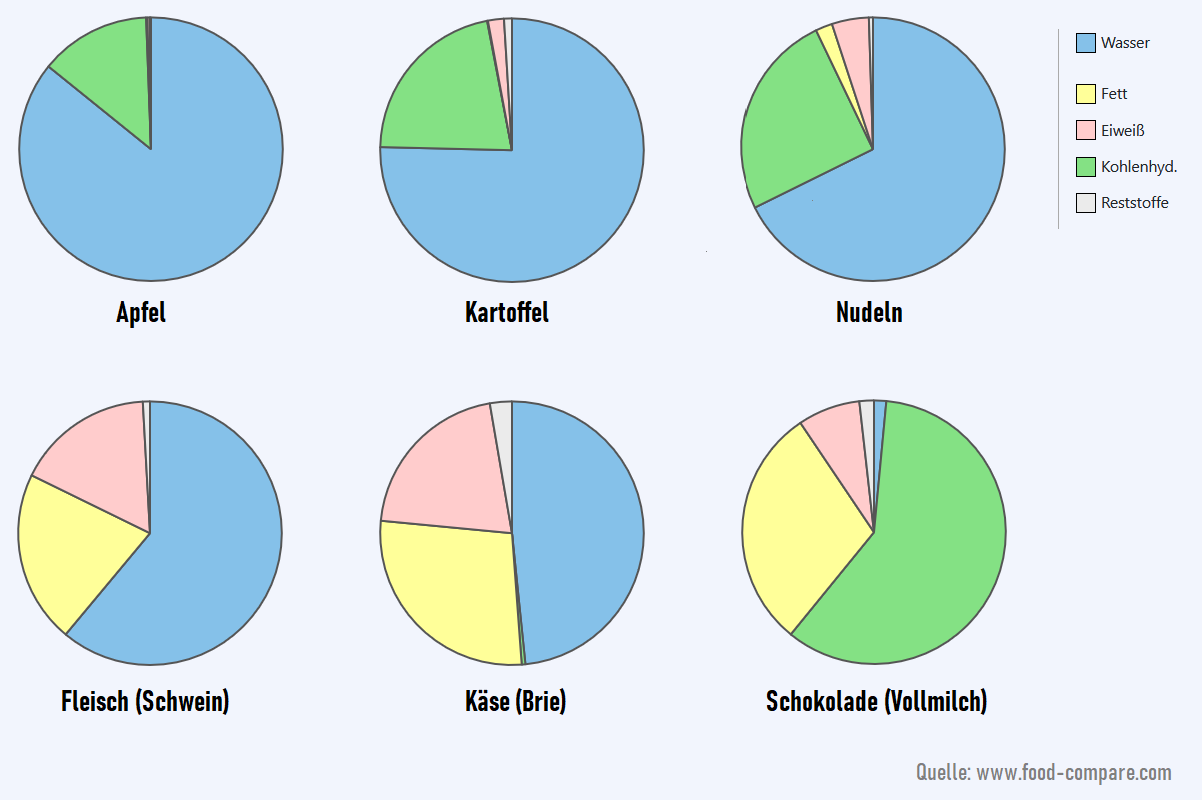
Nährstoffzusammensetzung einiger ausgewählter Lebensmittel

Makronährstoffe sind Stoffe, die dem Körper Energie und zum Teil nach erfolgtem Umbau im Körper auch Bausteine für Wachstum und Körpererneuerung liefern. Zu diesen Grundnährstoffen gehören Proteine, Fette und Kohlenhydrate. Diese Komponenten der einzelnen Lebensmittel liefern dem Körper in erster Linie Energie. Sie werden deshalb auch als Brennstoffe bezeichnet.
- Kohlenhydrate und Proteine liefern je 17,2 kJ/g und
- Fette 36,9 kJ/g.

Ein Teil der nicht-energieliefernden Nahrungsbestandteile werden zur Abgrenzung Mikronährstoffe genannt. Sie sind dennoch meist essentieller Nahrungsbestandteil.
- Ballaststoffe, mit hohem unverdaulichen Anteil, wie Zellulose.
- Mineralstoffe werden vor allem für die Erregungsleitung, Elektrolyte und die Knochenstruktur benötigt. Sie werden weiter unterschieden in Mengen- und Spurenelemente.
- Wasser (H2O) erfüllt wichtige Transport- und Elektrolytfunktionen in den Zellen und den Blutgefäßen.
- Vitamine
- Sekundäre Pflanzenstoffe

### Zusatzstoffe
Lebensmittelzusatzstoffe sind kein essentieller Nahrungsbestandteil.
- Konservierungsstoffe
- Aroma- und Geschmacksstoffe
- Farbstoffe

## Einteilung
Lebensmittel lassen sich je nach Standpunkt und Zweck der Einteilung gliedern, bspw. nach Konsistenz, Verzehrszweck, Herkunft, Inhaltsstoffen, Verarbeitungsprozessen oder Kühlungsbedarf.

### Nach Konsistenz
Häufig ist eine Einteilung nach Konsistenz in feste „Nahrungsmittel“ („Esswaren“) und flüssige Getränke („Trinkwaren“).

### Nach Verzehrszweck
Lebensmittel können dem Zweck der Ernährung (Grundnahrungsmittel) oder dem Genuss (Genussmittel) dienen.

### Nach Herkunft
Eine der am häufigsten anzutreffenden Gliederungsarten teilt die Lebensmittel nach dem Ursprung der Rohwaren in tierische und pflanzliche sowie sonstige Produkte. Die genannten Produkte sind lediglich Beispiele und erheben keinen Anspruch auf Vollständigkeit.
Produkte pflanzlichen Ursprungs
- Gemüse, Kartoffeln, Hülsenfrüchte
- Obst, Fruchtsäfte
- Getreidetrockenprodukte: Mehl, Nährmittel (Reis, Stärke, Grieß, Graupen), Nudeln
- Backwaren/Gebäck (z. B. Brot)
- Pflanzliche Speiseöle und -fette, z. B. Margarine
- Süßwaren (z. B. Marmelade, Schokolade, Sirup, Zucker)
- Kaffee, Tee
- Bier, Wein, Sekt, Spirituosen
- Gewürze
- Algen

Produkte tierischen Ursprungs
- Eier
- Fleisch und Wurstwaren
- Milchprodukte, wie Butter, Joghurt, Käse, Milch, Quark, Sahne, Speiseeis
- Fisch und Meeresfrüchte
- Honig

Produkte pilzlichen Ursprungs
- Pilze

Produkte mineralischen Ursprungs
- Salz

Trinkwasser
Kombinierte Produkte
- bspw. Gerichte, Fertiggerichte, Konserven, Convenience-Produkte sowie Suppen, Saucen, Bouillons, Kakao oder Mischgetränke

### Nach Haltbarkeit
|                                                   | Haltbarkeit    | Beispiele |
| ------------------------------------------------- | -------------- | --- |
| hochverderbliche Lebensmittel (engl. perishable)  | 1–30 Tage      | Fleisch und Fleischwaren, Fisch und Fischprodukte, Roh-Milchprodukte, roheihaltige Speisen, Lebensmittelreste, zubereitete Speisen, Kernobst, Salat und Blattgemüse, einige Backwaren |
| verderbliche Lebensmittel (engl. semi-perishable) | ca. 30–90 Tage | Hartkäse, Eier, geräucherte und gepökelte Fleisch- und Fischwaren, einige Obst- und Gemüsesorten (Wurzelgemüse), eingelegtes Gemüse                                                   |
| lagerstabile Lebensmittel (engl. shelf-stable)    | bis ~3 Jahren  | Konserven, getrocknete Lebensmittel, Getreideprodukte (Nudeln, Reis), Nüsse, Saaten, gefrorene Lebensmittel bei mindestens −18° C                                                     |

## Gesundheitliche Gefahren
Lebensmittel weisen ein mehr oder weniger spezifisches Schimmelpilzspektrum und damit potenzielle Mykotoxine auf.

### Intoleranzen und Allergien
Gegen eine Reihe von Lebensmitteln bestehen bei betroffenen Menschen angeborene oder im Laufe des Lebens erworbene Unverträglichkeiten oder auch Intoleranzen. Gluten, Fructose, Laktose, Milcheiweiß, Eiweiß und viele andere Stoffe können allergische oder pseudoallergische Reaktionen hervorrufen.

## Ökologische Aspekte
Nach Angaben der FAO wurden im Jahr 2019 weltweit 9,4 Milliarden Tonnen Feldfrüchte produziert. Das sind 53 % mehr als im Jahr 2000. Sie wurden auf 4,8 Milliarden Hektar landwirtschaftlicher Fläche erzeugt, 3 % Fläche weniger als im Jahr 2000.
Herstellung und Transport von Lebensmitteln stellen uns, auch im Hinblick auf die wachsende Weltbevölkerung, zunehmend vor ökologische Probleme. Diese zeigen sich vor allem im Landverbrauch, Emission von Treibhausgasen, Belastung von Böden und Gewässern mit Kunstdünger und Pflanzenschutzmitteln.

### Ökologischer Fußabdruck
In der Diskussion um eine klima- und umweltbewusste Ernährung ist die CO2-Bilanz von Lebensmitteln zunehmend in den Fokus des Interesses gerückt. Das Institut für Energie- und Umweltforschung hat 2020 verschiedene Lebensmittel hinsichtlich ihrer Auswirkungen auf die Umwelt untersucht. Dabei wurden zahlreiche Faktoren berücksichtigt, wie: Energieverbrauch bei Herstellung, Lagerung, Transport und Verpackung, Verbrauch von Ressourcen wie Land, Wasser aber auch bald endenden Rohstoffe wie Phosphat, Freisetzung von Klimagasen wie CO2, Methan und Lachgas. Die Methodik orientierte sich an der ISO-Norm 14044 zur Produktökobilanzierung.

### Entsorgung
Die Menge an Lebensmittelabfällen, die jährlich in den 27 Mitgliedstaaten der EU anfällt, wird in einer von der EU-Kommission veröffentlichten Untersuchung auf ca. 89 Millionen Tonnen, bis zu 50 % entlang der Lebensmittelversorgungskette, geschätzt. Dies entspricht 179 kg pro Kopf, mit großen Unterschieden zwischen den einzelnen EU-Ländern und den verschiedenen Branchen. Dabei ist die Verschwendung bei der landwirtschaftlichen Erzeugung oder der Rückwurf von Beifang ins Meer noch nicht eingerechnet.
Für Deutschland wurden 81,6 kg/a Lebensmittelabfälle pro Person in Privathaushalten ermittelt. Nach der Studie vom März 2012 der Universität Stuttgart wäre davon 45 % vermeidbar und 18 % teilweise vermeidbar gewesen.
In Österreich sollen einer Studie aus dem Jahr 2016 zufolge jährlich rund 760.000 Tonnen an Abfällen und Verlusten von Lebensmitteln entstehen, die Sektoren Landwirtschaft und Produktion sind dabei sogar noch ausgenommen. Die Hälfte davon gilt potentiell als vermeidbar.
Nach einer Studie aus dem Jahr 2012 landen in Deutschland elf Millionen Tonnen Lebensmittel von Verbrauchern, Handel, Industrie und Gastronomie im Müll. Davon stammen 550.000 Tonnen aus dem Handel. Auf private Haushalte entfallen 6,7 Millionen Tonnen. Anfang 2016 berichtete die Frankfurter Allgemeine Sonntagszeitung, dass ca. 200.000 Tonnen Lebensmittel über die Tafeln verteilt werden. Die Hälfte der zehn AEZ-Märkte bieten eine Food Share Box an, worin Lebensmittel kurz vor dem Überschreiten des Mindesthaltbarkeitsdatums gratis abgegeben werden.
Der WWF Deutschland schätzt, dass von den insgesamt 18 Mio. Tonnen an Lebensmitteln, die pro Jahr in Deutschland verloren gehen, allein 1,4 Mio. Tonnen auf Verluste von Speisekartoffeln entfallen. Dabei handele es sich nur um Verluste bei Handel und Verarbeitung, in Großküchen und Privathaushalten. Die Verluste seien mehrheitlich vermeidbar.
Im Jahr 2015 wurde von mehr als 190 Staaten die UN-Agenda 2030 für eine nachhaltige Entwicklung verabschiedet. Die Ziele sehen u. a. vor, dass bis 2030 die Nahrungsmittelverluste pro Kopf auf Einzelhandels- und Verbraucherebene halbiert und die entstehenden Nahrungsmittelverluste entlang der Produktions- und Lieferkette verringert werden.
Im Jahre 2012 hat Frankreich beschlossen, die Lebensmittelverschwendung bis 2025 zu halbieren. Seit 2016 dürfen Supermärkte keine Lebensmittel mehr wegwerfen. Supermärkte ab 400 m² Verkaufsfläche müssen darüber hinaus ein Abkommen mit einer karitativen Organisation für Lebensmittelspenden abschließen. Italien will sich dieser Regelung anschließen.
Laut FAO werden jährlich rund 1.3 Milliarden Tonnen an Lebensmitteln weggeworfen (siehe Lebensmittelverschwendung) oder gehen auf dem Weg vom Erzeuger zum Verbraucher verloren. Dies entspricht etwa einem Drittel aller Lebensmittel.
Eine Übersicht aus dem Jahr 2018 gibt an, dass die privaten Haushalte in Deutschland im Mittel 82 kg pro Kopf und Jahr Lebensmittelabfall verursachen. Abzüglich unvermeidbarer Anteile wie z. B. Knochen oder Kartoffelschalen gelten davon 53 kg pro Kopf und Jahr als vermeidbar. Dies sind etwa 43 % der Lebensmittelabfälle insgesamt. Nach einer Hochrechnung der Verbraucherzentrale NRW entfallen ca. 44 % auf die dem Endverbrauch vorgelagerte Prozesskette (Landwirtschaft, Verarbeitung, Logistik, Handel). Gastronomie und Gemeinschaftsverpflegung als Großverbraucher verursachen danach weitere 13 % aller Lebensmittelabfälle.
Im Lebensmitteleinzelhandel in Deutschland werden jährlich rund 500.000 Tonnen Lebensmittel als Abfall aussortiert, haben Wissenschaftler des Thünen-Instituts für 2019 in Zusammenarbeit mit 13 Handelsunternehmen ermittelt. Einbezogen wurden dafür nicht nur Daten aus dem organisierten Einzelhandel, also Supermärkte, Discounter und Verbrauchermärkte, sondern auch andere Einzelhändler wie Drogeriemärkte, Bäckereien, Fleischereien, Onlinehandel, Wochenmärkte oder Tankstellen.
Die aus dem Lebensmitteleinzelhandel stammenden Abfälle werden in der Regel einfach samt deren Verpackung in Biogasanlagen vergärt. Diese Entsorgung kann zur Verbreitung von Mikroplastik in der Umwelt beitragen, wenn der Gärrest als Wirtschaftsdünger auf den Feldern ausgebracht wird. Die Umweltministerkonferenz hat sich im Juni 2018 dafür ausgesprochen, sicherzustellen, dass künftig nur noch ausnahmslos fremdstofffreie Lebensmittelabfälle in die Kompostierung oder Vergärung gehen sollen.
Im Jahr 2024 bleibt Lebensmittelverschwendung in Deutschland ein bedeutendes Problem, mit jährlich etwa 11 Millionen Tonnen weggeworfener Lebensmittel. Dies entspricht etwa 75 Kilogramm Lebensmittelabfällen pro Person. Die deutsche Regierung arbeitet aktiv an einer Strategie, um die Lebensmittelverschwendung bis 2030 zu halbieren. Diese Strategie umfasst die Optimierung der gesamten Lebensmittelversorgungskette, von der Produktion bis zum Verbraucher, die Sensibilisierung der Öffentlichkeit und die Förderung innovativer Lösungen wie „intelligente Verpackungen“, die die Frische von Lebensmitteln anzeigen.

## Lebensmittelwirtschaft
Mit der Produktion, der Verarbeitung und dem Handel von Lebensmitteln befasst sich der Wirtschaftszweig der Lebensmittelwirtschaft. Hierzu zählt die sogenannte Lebensmittelkette vom Acker bis zum Teller, das heißt Landwirtschaft, Lebensmittelindustrie, Lebensmittelhandwerk, Lebensmittelgroß- und Lebensmitteleinzelhandel sowie der Außer-Haus-Markt (Gastronomie) und angrenzende Bereiche.

## Lebensmittelrecht
Das Lebensmittelrecht regelt durch zahlreiche nationale und europäische Gesetze und Verordnungen die Herstellung, die Kennzeichnung und den Verkauf von Lebensmitteln in Deutschland und Europa. Es wird angestrebt, zur Beseitigung nationaler Unterschiede und zur Erleichterung des Handels das Lebensmittelrecht EU-weit zu harmonisieren. Die wichtigsten Regelwerke sind:
- Lebensmittelbasisverordnung (Verordnung (EG) Nr. 178/2002)
- Lebensmittel- und Futtermittelgesetzbuch (LFGB)
- Lebensmittel-Informationsverordnung (LMIV)
- Verordnungen des EU-Lebensmittelhygienepaketes.[35] Früher: Lebensmittelhygiene-Verordnung (LMHV)
- Verordnung (EG) Nr. 1333/2008 (bis 2021 Zusatzstoff-Zulassungsverordnung (ZZulV))
- Eichgesetz
- Regeln zum Schutz und zur Aufwertung von besonderen Agrarerzeugnissen und Lebensmitteln mit Herkunftsbezeichnung.
- Health-Claims-Verordnung
- Anreicherungsverordnung
- Verordnung über vitaminisierte Lebensmittel

Die Einhaltung der Rechtsvorschriften für das Herstellen, Behandeln und Inverkehrbringen von Lebensmitteln in den Lebensmittelunternehmen wird durch die amtlichen Lebensmittelüberwachung kontrolliert.

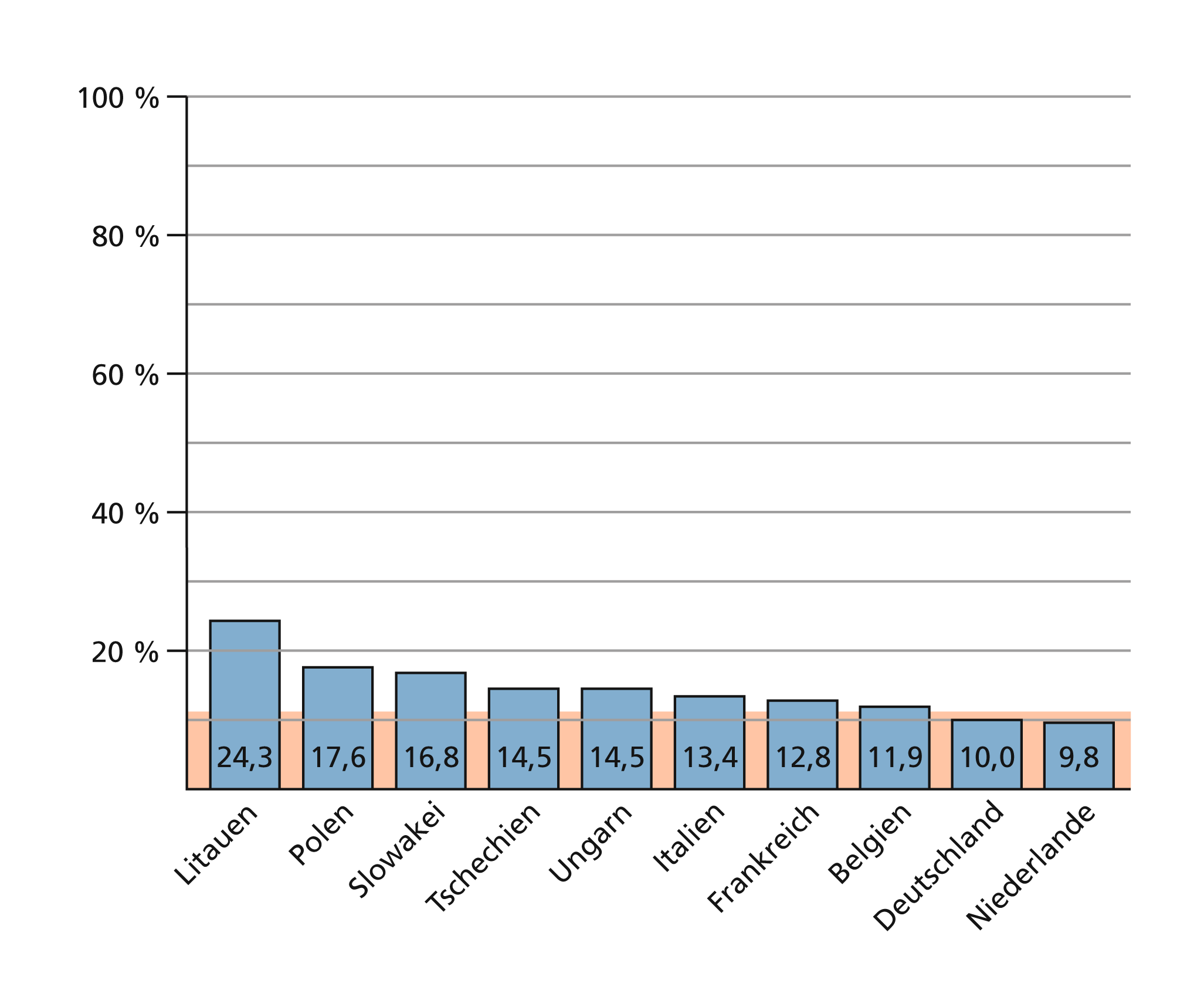
Anteil der Lebensmittelkosten an den Lebenshaltungskosten in einigen europäischen Ländern 2004. Hellrot markiert der Durchschnitt.
Quelle: Eurostat 2005, Bayerischer Bauernverband

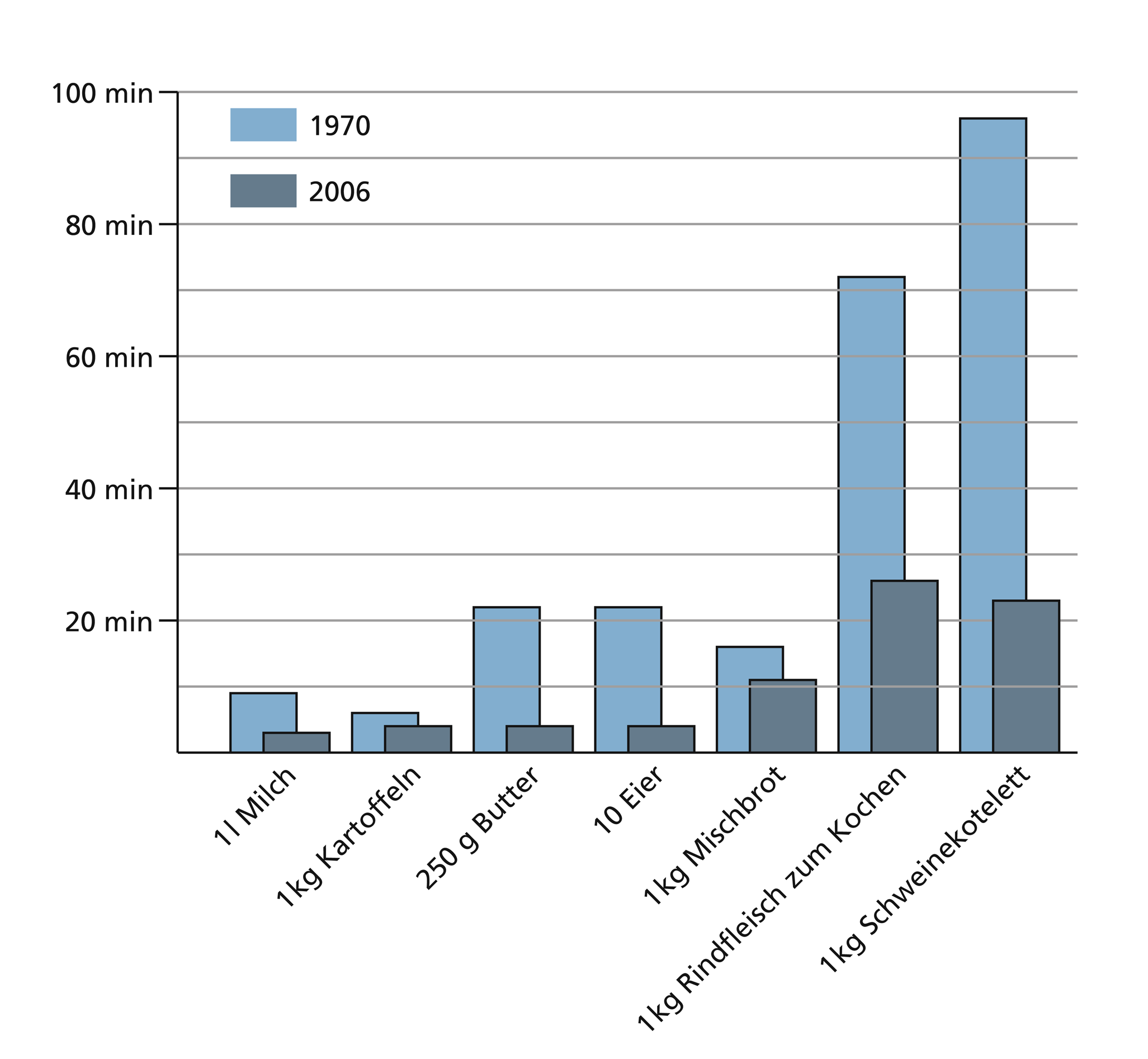
Vergleich der Preise für einige Grundnahrungsmittel in Deutschland 1970 und 2005 anhand der durchschnittlich benötigten Arbeitszeit.
Quelle: Bayerischer Bauernverband